# Ligne 4 du tramway de Lyon
Pour les articles homonymes, voir Ligne 4.
La ligne 4 du tramway de Lyon, plus simplement nommée T4, est une ligne de tramway de la métropole de Lyon ouverte le 20 avril 2009. Elle relie actuellement la clinique de Feyzin au campus scientifique de La Doua situé sur la commune de Villeurbanne où elle partage ses infrastructures avec la ligne T1. La ligne transporte quotidiennement 110 000 passagers en moyenne.
Elle constitue un axe nord-sud majeur de l'agglomération et un pilier du réseau en correspondance avec les lignes A, B et D du métro ; les lignes de tramway T1, T2, T3, T6 et Rhônexpress et les lignes de bus à haut niveau de service C1, C2 et C3. Le prolongement de la ligne permet la desserte du campus de la Manufacture des Tabacs (Lyon 3) ainsi que du campus de la Doua, aussi accessible via le T1. Elle est connue comme étant la ligne verte, son tracé étant en grande partie végétalisé.

## Histoire

### Le projet de Tony Garnier
La création du quartier des États-Unis à Lyon, aujourd'hui traversé par la ligne 4 du tramway, est décidée par la municipalité à partir de 1919. La Maîtrise d'oeuvre est confiée à l'architecte Tony Garnier qui entend proposer une adaptation de la Cité industrielle, un projet utopique d'aménagement urbain.
Ce plan d'aménagement est axé sur un boulevard à l'instar de son projet initial de cité utopique et doit abriter un système de transport en commun en site propre au centre du boulevard. Toutefois, le système prévu initialement n'est pas viable en raison de l'inachèvement du boulevard sur l'intégralité de sa longueur. En effet, des sections centrales sont occupées par des jardins ouvriers tandis que la partie sud au-delà de l'avenue Viviani l'est par l'usine Coignet. Dès 1959, on inaugure de nouveaux tronçons du boulevard mais il faut attendre la fin des années 1960 pour que l'usine déménage, permettant ainsi le prolongement du boulevard vers le sud et Vénissieux. L'abandon du tramway à Lyon dès le début des années 1950 obère toute idée d'introduction du mode de transport prévu initialement pendant la seconde moitié du XXe siècle.

### Projet de création de la ligne T4
Dès 2000, des études préliminaires définissent les orientations du projet d'une ligne de tramway pour relier la place Mendès-France à Lyon au quartier des Minguettes à Vénissieux. La ligne est ensuite inscrite au plan de déplacements urbains (PDU) le 31 janvier 2002. Dès décembre 2004 l'autorité organisatrice (Sytral) délibère sur la mise en œuvre des travaux. Elle définit les maîtres d'œuvre : Systra, Arcadis Esg, Ilex et Attica. Une première concertation publique se déroule en 2005 puis une deuxième en avril 2006 avant que la déclaration d'utilité publique n'intervienne en juillet 2006.

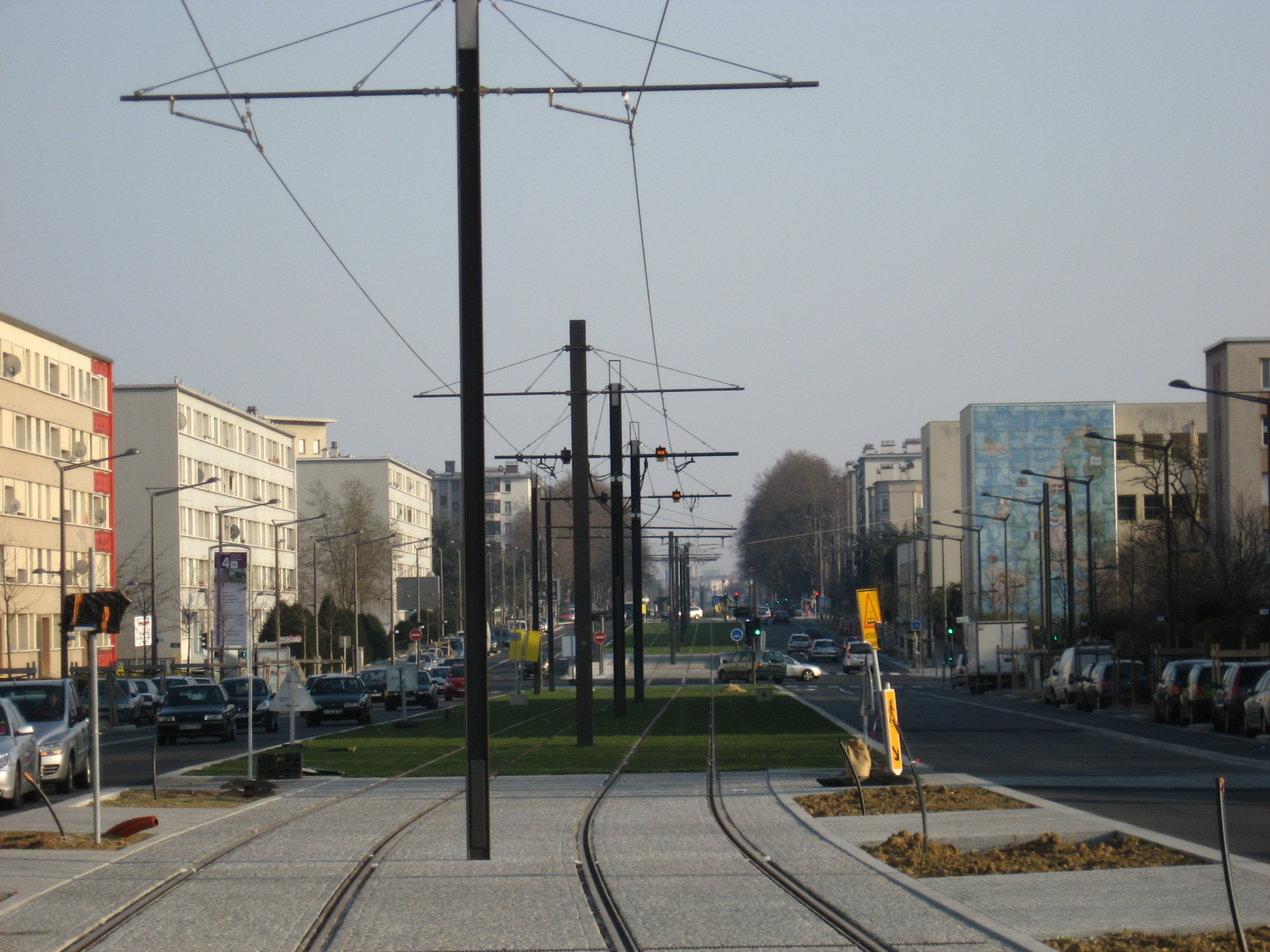
Les travaux d'aménagement du tramway sur le boulevard des États-Unis en mars 2009

Les travaux de déviation des réseaux (électricité, gaz, etc.) commencent en septembre 2006 et les travaux de la plateforme en avril 2007. En juillet de la même année a lieu la première soudure de rails. La dernière a eu lieu en juin 2008. À partir d'octobre, l'emprise est végétalisée et les travaux d'électrification de la ligne et de l'aménagement des stations battent leur plein. En juillet-août 2008, la ligne de tramway T2 était coupée à Villon pour permettre la pose de rails et l'intersection avec la ligne T4. Les premières marches à blanc ont eu lieu en janvier 2009.

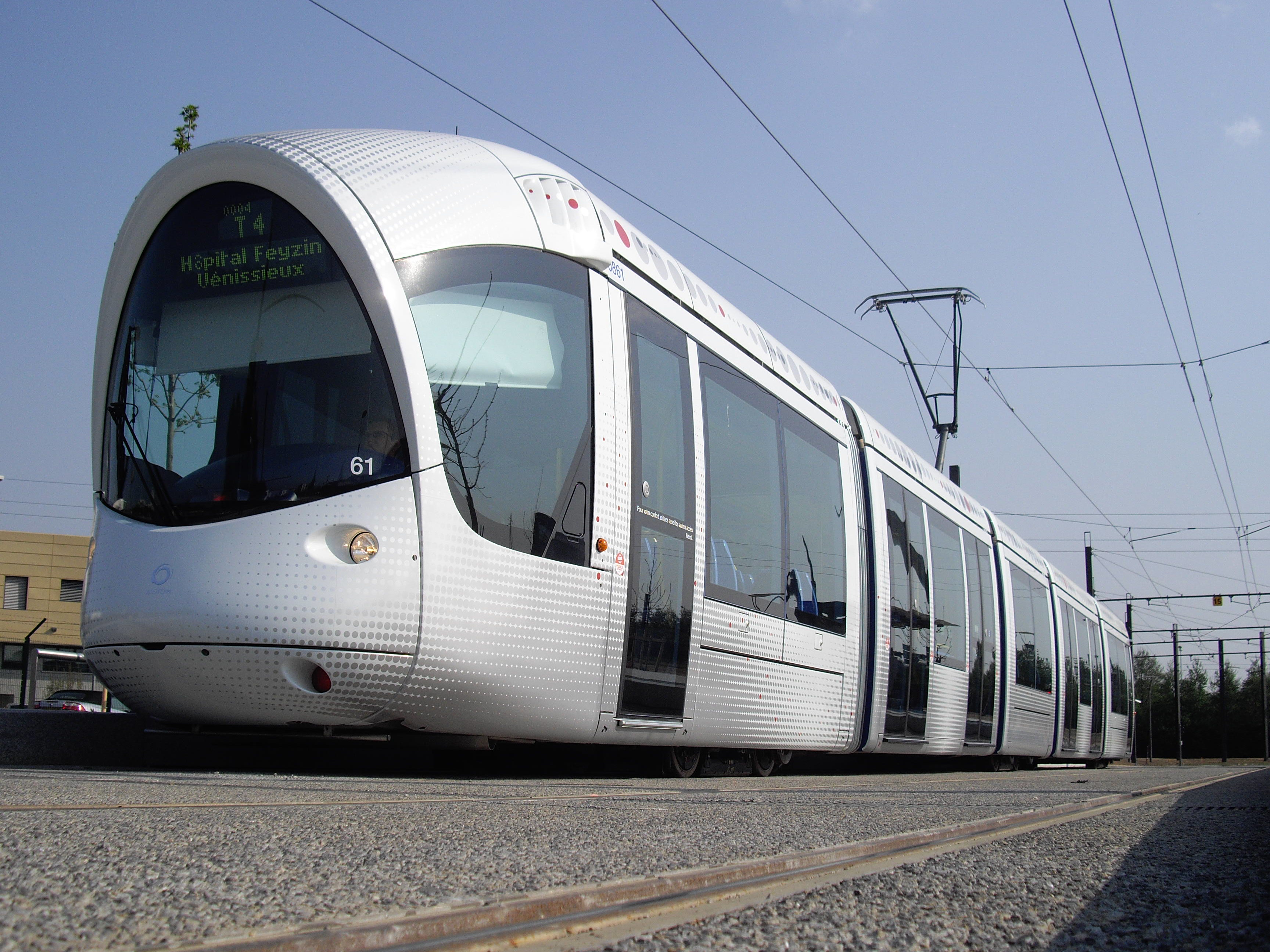
La ligne T4 durant ses premiers essais, en avril 2009.

La première phase est mise en service le 20 avril 2009 entre Jet d'Eau et Hôpital Feyzin - Vénissieux.

### Coût et financement du projet
Le coût de cette ligne de 10 km de longueur environ est évalué à 185,3 millions d'euros.

### Débats autour de la phase 2
Initialement, le PDU de l'agglomération lyonnaise prévoyait la création d'une ligne forte entre le sud-est et le nord-ouest de l'agglomération, des Minguettes à Vénissieux à La Duchère à Lyon. Finalement, la réalisation du tronçon entre La Part-Dieu et La Duchère a été reportée, et il a été choisi de créer une ligne entre les Charpennes et Les Minguettes, en deux phases, pour des raisons budgétaires. Entre les stations Thiers-Lafayette et Charpennes - Charles Hernu, la ligne T4 circulera sur les voies de la ligne T1. Alors que la première partie de la ligne entre les stations Jet d'eau-Mendès France et Hôpital Feyzin Vénissieux était presque achevée, l'autorité organisatrice a finalement retenu l'usage des voies de la ligne T1 pour la deuxième phase de T4 jusqu'au terminus de La Doua – IUT-Feyssine en heures de pointe, et La Doua – Gaston Berger en heures creuses.
La phase de concertation s'est déroulée en novembre 2007 et l'enquête préalable à la déclaration d'utilité publique s'est déroulé en 2009.
L'extension de la ligne dont l'ouverture est prévue pour septembre 2013 a connu un débat entre l'autorité organisatrice et les associations de promotion des transports publics lors de la concertation et de l'enquête préalable à la déclaration d'utilité publique autour de deux grandes familles de tracés concernant la section nouvelle à construire entre les stations Jet d'eau-Mendès France et Part-Dieu - Villette :
- le premier à l'est des voies ferrées RFF ;
- le second à l'ouest des voies ferrées.

Selon le tracé, la section à construire entre les stations Jet d'eau-Mendès France et Part-Dieu - Villette aurait compris trois ou quatre stations.
Le tracé à l'est des voies de chemin de fer par la rue Mouton-Duvernet a finalement été retenu par l'autorité organisatrice du réseau qui le défendait dès l'origine du projet.

### Chantier de la phase 2

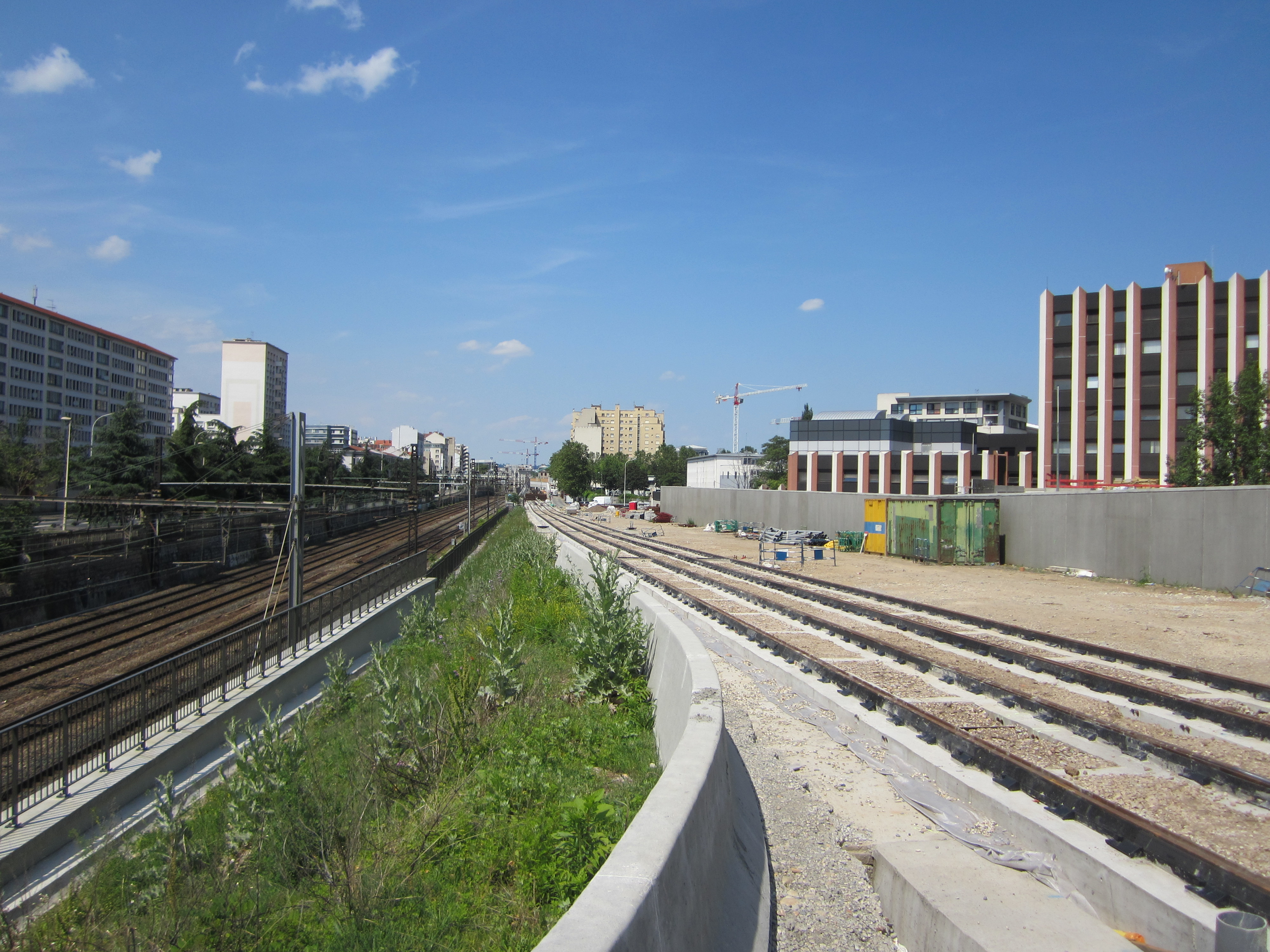
Chantier entre les voies SNCF et l'hôtel de police.

Il est prévu d'inaugurer en septembre 2013 le prolongement de la ligne T4 (phase 2) entre les stations Jet d'eau-Mendès - France et IUT-Feyssine. Les travaux de la section à créer entre Jet d'eau - Mendès France et Part-Dieu - Villette ont débuté à l'été 2010 par la déviation des réseaux. Ils se poursuivent par les travaux de terrassement nécessaires au passage de la ligne sous l'avenue de Frères-Lumière et le cours Albert-Thomas. Ces travaux provoquant la fermeture totale d'une partie de la rue Marius-Berliet, la fermeture partielle de la rue Paul-Bert et des réductions de voies ponctuelles sur les autres rues du secteur.
La première soudure de rail a eu lieu le 24 octobre 2011, et le Sytral prévoit la fin des travaux de l’extension en mai 2013.
Le branchement de ce nouveau tronçon aux voies existantes de la ligne T3 à proximité de l'avenue Félix-Faure, la nécessité de modifier les stations Part-Dieu - Villette, La Doua – Gaston Berger, et de rajouter une voie sur le raccordement existant entre les lignes T1 et T3 au niveau du cours Lafayette provoquera de fortes perturbations à l'exploitation des lignes T3 et Rhônexpress à l'été 2012.

### Tracé du prolongement

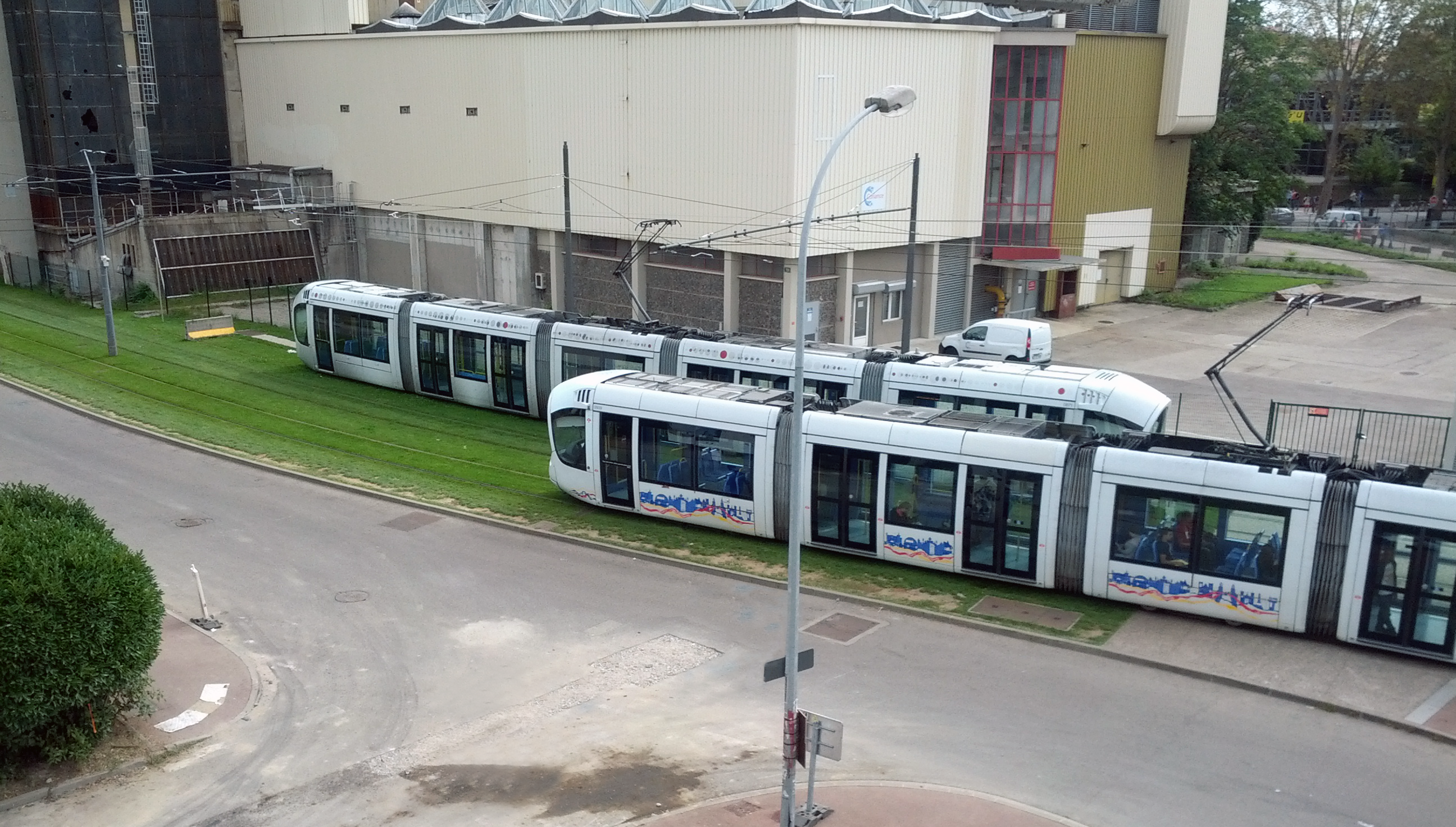
Rame Citadis 302 en service T4 en retournement au terminus La Doua - Gaston Berger.

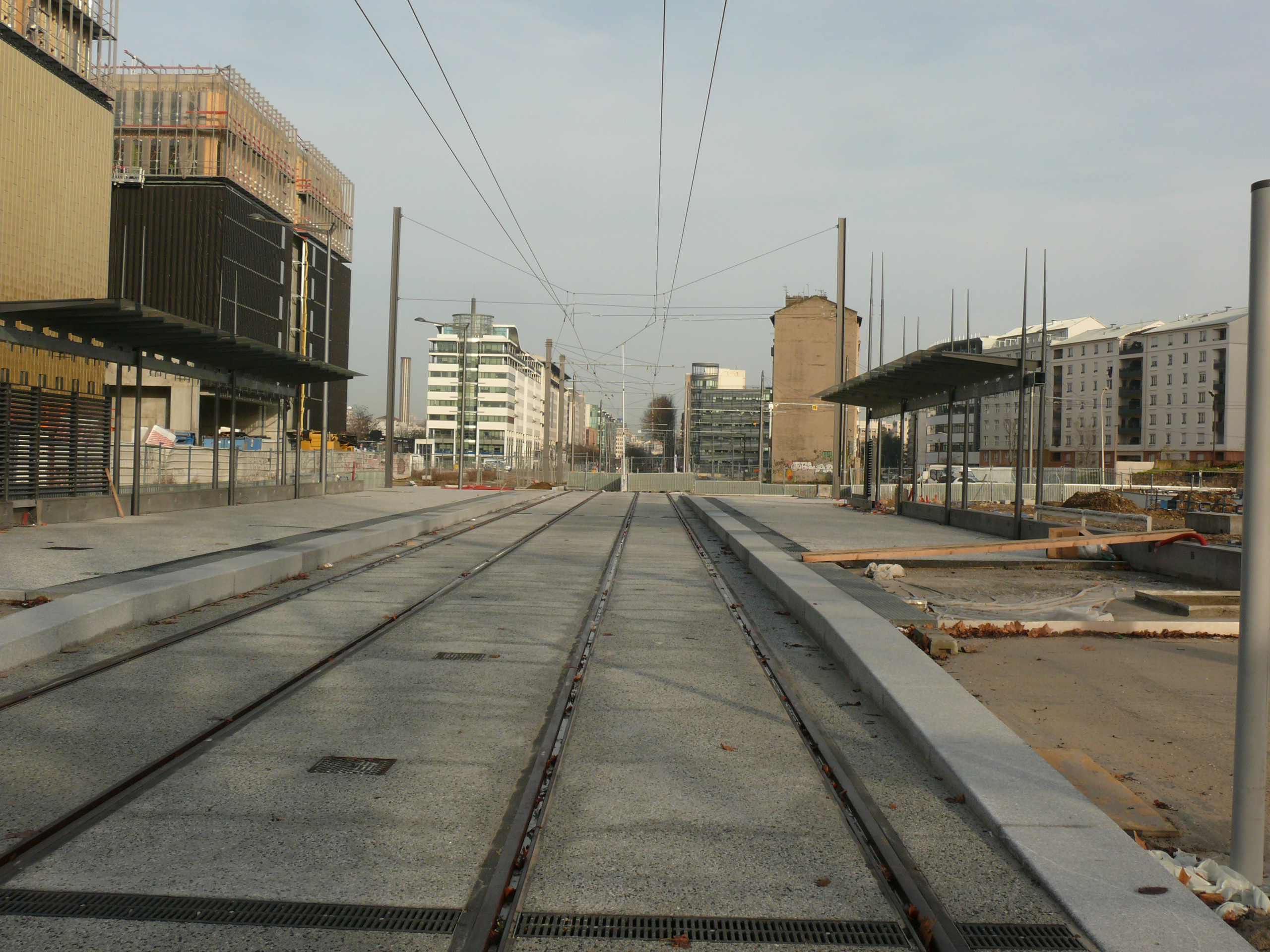
La future station Félix Faure (actuelle station Archives départementales), en travaux à l'hiver 2012

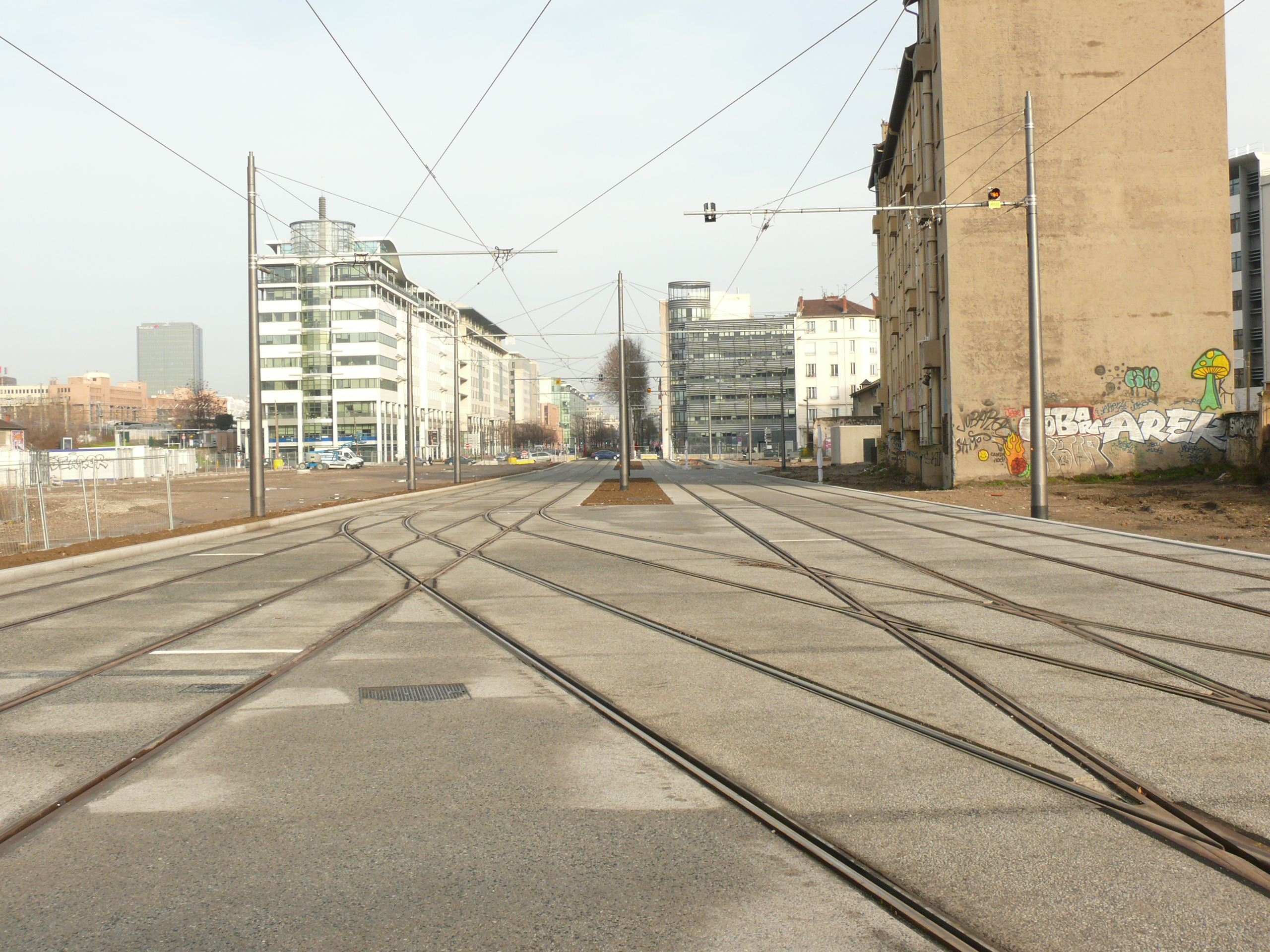
À la même époque, la zone de Part-Dieu - Villette Sud : Les voies de gauche servent au passage des lignes T3 / T4 et Rhônexpress, les voies de droite et leurs quais sont destinés à accueillir les navettes vers le Groupama Stadium.

Depuis la station Jet d'eau - Mendès France la ligne se poursuit à l'est des voies TCL en passant derrière l'hôtel de police puis en contrebas de la rue Marius Berliet au niveau des voies TCL. Ceci afin de passer sous l'avenue des frères Lumière, l'ancienne maison du directeur (reprise en sous-œuvre) de la manufacture des tabacs, et le Cours Albert Thomas. Elle s'éloigne des voies TCL et rejoint la nouvelle rue Mouton-Duvernet, au niveau du Fort Montluc. Juste après la station Félix Faure, renommée Archives départementales à compter du 1er septembre 2014, elle rejoint les lignes T3 et Rhônexpress, dont elle partage les voies jusqu'à la station Gare Part Dieu-Villette. Dans ce secteur, l'itinéraire des voies a été rectifié au droit du croisement avec la rue Paul-Bert. En effet, lors de la réalisation de la ligne T3 un îlot de bâtiments - l'îlot Millon- avait dû être contourné, faute de temps pour finir la procédure d'expropriation avant lancement des travaux de la ligne T3.
Après la station Gare Part Dieu - Villette, la ligne T4 rejoint la ligne T1 au carrefour entre l'avenue Thiers et le cours Lafayette, juste avant la station Thiers Lafayette et poursuit son chemin jusqu'à La Doua Gaston Berger' puis IUT - Feyssine en empruntant les mêmes voies que la ligne T1, et en s'arrêtant aux mêmes stations.

## Tracé et stations

Tracé réel de la ligne.

### Tracé
La ligne débute à l'ouest de l'Hôpital des Portes du Sud. La zone de manœuvre est en courbe à cet endroit. Elle suit alors l'avenue du 11-Novembre-1918, puis tourne avenue Lénine. Après quelques zigzags, elle tourne à droite, avenue Maurice-Thorez. Arrivée au rond-point Marcel-Cachin, elle tourne à gauche, avenue d'Oschatz. La ligne descend du plateau venessian et dessert la station "Lycée Jacques Brel", en pente. Après une  courbe vers l'est, elle passe devant l'hôtel de ville de Vénissieux avenue Marcel-Houël. Elle tourne ensuite plein nord boulevard Ambroise-Croizat. Elle passe alors au-dessus à l'extrémité ouest de la gare, puis dessert la station de celle-ci devant l'entrée de la station de métro. Après avoir tourné boulevard Irène-Joliot-Curie, les voies passent sous le périphérique, avec une vitesse de 60 km/h. La ligne est rectiligne et passe devant la place du 1er-Mai-1948 où elle croisera la ligne T6, puis devant la place du Jet-d'Eau où elle croisera ensuite la ligne T2. La ligne est alors en site propre à l'est des voies SNCF et passe devant l'hôtel de police. Après être passé sous les avenues Frères-Lumière et Albert-Thomas, la ligne dessert la station "Manufacture - Montluc" dont le côté sud se trouve à 6 m de profondeur et le côté nord est accessible de plain-pied en raison de la rue Mouton-Duvernet, en forte pente à cet endroit. Elle longe alors celle-ci sur le côté est et dessert les Archives départementales avec une station du même nom. Les voies du T3 et Rhônexpress se raccordent alors à la ligne. Elle croise alors les rue Paul-Bert et avenue Georges-Pompidou avant de s'arrêter devant la Gare Part-Dieu, à l'ouest de la place Francfort. Après être passée en extérieur de la zone de manœuvre du T3, elle se raccorde à la ligne T1 à la station "Thiers - Lafayette" et suivra son itinéraire jusqu'à la station "La Doua - Gaston Berger", qui sera son terminus. 

### Liste des stations
|  |   |  | Station                         | Communes desservies | Correspondances                                                                                      |
|  | - |  | ------------------------------- | ------------------- | --- |
|  | ■ |  | La Doua - Gaston Berger         | Villeurbanne        | Ligne oui · Ligne T1                                                                                 |
|  | • |  | Université Lyon 1               | Villeurbanne        | Ligne oui · Ligne T1                                                                                 |
|  | • |  | Condorcet                       | Villeurbanne        | , |
|  | • |  | Le Tonkin                       | Villeurbanne        | Ligne oui · Ligne T1                                                                                 |
|  | • |  | Charpennes - Charles Hernu      | Villeurbanne        | , |
|  | • |  | Collège Bellecombe              | Lyon 6e             | , |
|  | • |  | Thiers - Lafayette              | Lyon 6e             | , |
|  | • |  | Gare Part-Dieu - Villette       | Lyon 3e             | , Cars Région X75, TGV, TER Auvergne-Rhône-Alpes Correspondances à Gare Part-Dieu - Vivier Merle : , |
|  | • |  | Archives Départementales        | Lyon 3e             | Ligne oui · Ligne C11                                                                                |
|  | • |  | Manufacture - Montluc           | Lyon 3e et Lyon 8e  | , |
|  | • |  | Lycée Colbert                   | Lyon 8e             | Ligne oui · Ligne C25                                                                                |
|  | • |  | Jet d'Eau - Mendès France       | Lyon 8e             | Ligne oui · Ligne T2                                                                                 |
|  | • |  | Lycée Lumière                   | Lyon 8e             | à la station Villon,                                                                                 |
|  | • |  | États-Unis - Musée Tony Garnier | Lyon 8e             | , |
|  | • |  | Beauvisage - CISL               | Lyon 8e             | , |
|  | • |  | États-Unis - Vivani             | Lyon 8e             | Ligne oui · Ligne 26                                                                                 |
|  | • |  | Joliot Curie - Marcel Sembat    | Vénissieux          | Ligne oui · Ligne 35 · Ligne 79                                                                      |
|  | • |  | La Borelle                      | Vénissieux          | Ligne oui · Ligne 35 · Ligne 79                                                                      |
|  | • |  | Gare de Vénissieux              | Vénissieux          | , , TER Auvergne-Rhône-Alpes                                                                         |
|  | • |  | Croizat - Paul Bert             | Vénissieux          | Ligne oui · Ligne 35 · Ligne 39                                                                      |
|  | • |  | Marcel Houël - Hôtel de Ville   | Vénissieux          | Ligne oui · Ligne C12                                                                                |
|  | • |  | Lycée Jacques Brel              | Vénissieux          | Ligne oui · Ligne C12                                                                                |
|  | • |  | Herriot - Cagne                 | Vénissieux          | Ligne oui · Ligne C12                                                                                |
|  | • |  | Vénissy - Frida Kahlo           | Vénissieux          | |
|  | • |  | Division Leclerc                | Vénissieux          | |
|  | • |  | Maurice Thorez                  | Vénissieux          | Ligne oui · Ligne 60                                                                                 |
|  | • |  | Lénine - Corsière               | Vénissieux          | |
|  | • |  | Darnaise                        | Vénissieux          | |
|  | ■ |  | Hôpital Feyzin Vénissieux       | Feyzin              | , |

## Installations de la ligne
La ligne est entièrement en site propre, au centre de la chaussée entre Jet d'Eau-Mendes France et Hôpital Feyzin-Vénissieux (excepté aux abords de la station Gare de Vénissieux), en site propre latéral entre Jet d'Eau Mendes France et Thiers-Lafayette, à partir de laquelle elle roule sur les mêmes rails que la ligne T1 en direction de La Doua. Les travaux de la première tranche de la ligne ont nécessité l'abattage de 700 arbres, compensés par la plantation de 1 200 nouveaux arbres.

## Exploitation de la ligne

### Présentation
La ligne T4 fonctionne de 04h39 à 00h30 avec une fréquence de l'ordre de 7 à 8 minutes en heure de pointe et de 15 minutes maximum le reste de la journée. Son affectation au centre de maintenance de Meyzieu implique une amplitude de fonctionnement plus large entre 03h10 à 02h40. En effet la première rame qui effectue le départ de 04h39 de Feyzin sort du dépôt à 03h10 met environ 23 minutes pour rejoindre la station Gare Part-Dieu Villette où elle effectue les manœuvres d'accès et de retournement puis se rend sans voyageurs jusqu'au terminus de Feyzin. Le soir, la rame qui part à 00h26 de La Doua - Gaston Berger arrive à 01h12 à Feyzin, effectue les manœuvres de retournement et repart à vide direction de la nouvelle zone de manœuvre de Part-Dieu Sud qu'elle atteint aux environs de 01h50, il lui faudra encore environ 25 minutes pour rejoindre sa position de garage au dépôt. L'exploitation est donc arrêtée pendant à peine 30 minutes ce qui repose la question du transport 24h/24. Depuis le mois de novembre 2014 les dernières rames des services devraient se garer aux nouveaux garages de l'IUT Feyssine et en ressortir le matin.

### Matériel roulant

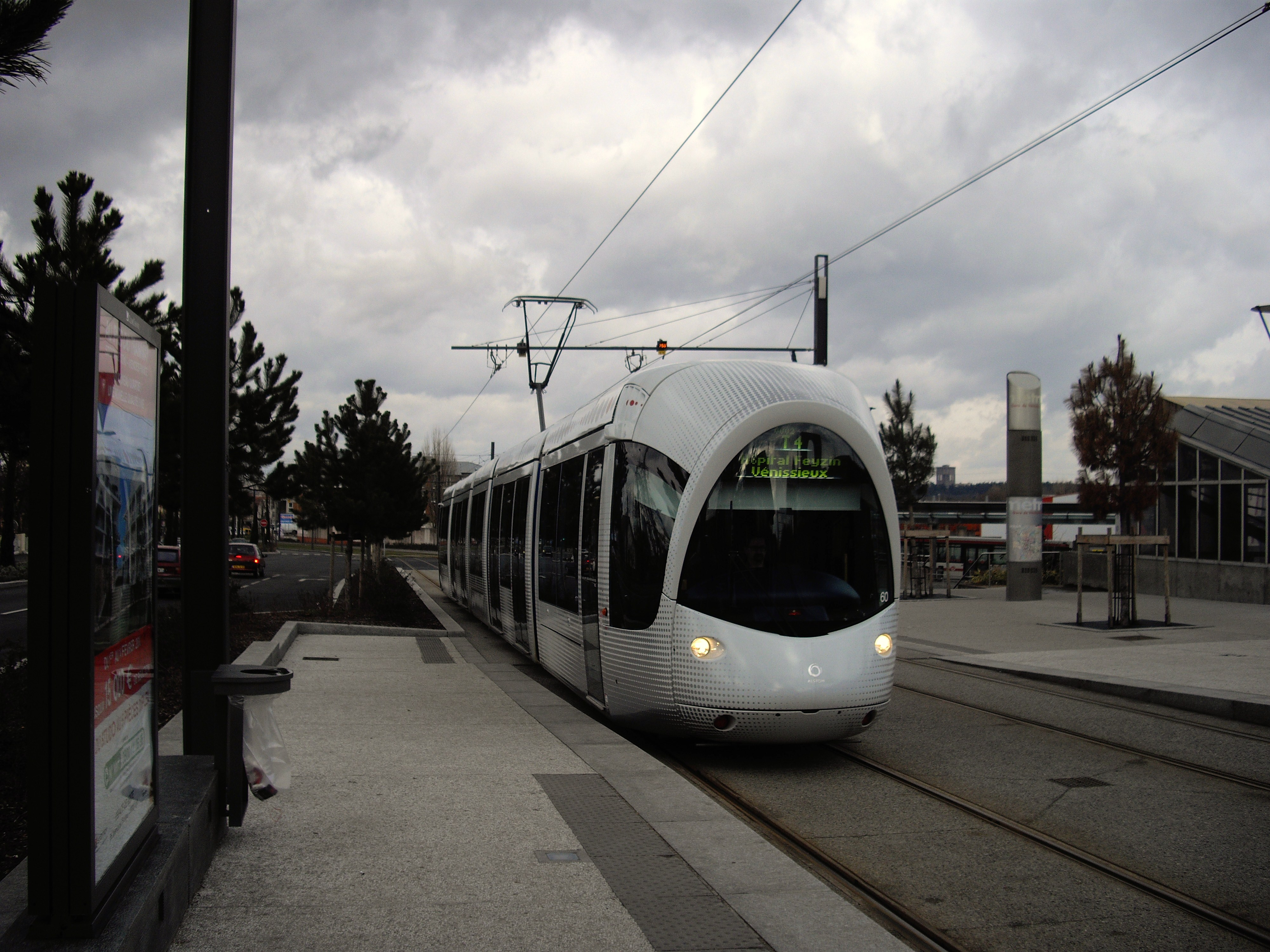
La rame 862 à Gare de Vénissieux.

La ligne est exploitée par 13 rames Citadis 302, construit par Alstom presque identiques au T1, T2 et T3. Ces rames ont été livrées à partir de l'été 2008 et sont numérotées 858 à 873. Leur livrée est différente de celle des autres rames : conçue par Didier Caillens de l'agence Sienne Design, elle se présente sous forme de motifs circulaires gris et rouges. La livrée des rames T1 et T2, une frise présentant des monuments stylisés de Lyon et Villeurbanne, n'est pas réutilisée au motif qu'elle n'est pas en accord avec les communes traversées par la nouvelle ligne.
- Longueur : 32,416 m
- Largeur : 2,4 m
- Hauteur du plancher au-dessus du rail : 350 mm
- Masse à vide : 38,4 t
- Masse en charge normale : 52,48 t
- Nombre de bogies moteurs : 2
- Alimentation électrique : 750 V continu
- Capacité de transport : 272 personnes (56 places assises)[9]
- Vitesse maximale : 70 km/h
- Plancher bas intégral pour permettre l'accès aux personnes à mobilité réduite.
- Système de climatisation.

Depuis le 3 septembre 2018, la ligne T4 reçoit de nouvelles rames de 43 mètres de long (Citadis 402), tandis que les rames actuelles iront augmenter la capacité des lignes T1 et T2 et équiper la nouvelle ligne T6 dès décembre 2019.

### Ateliers

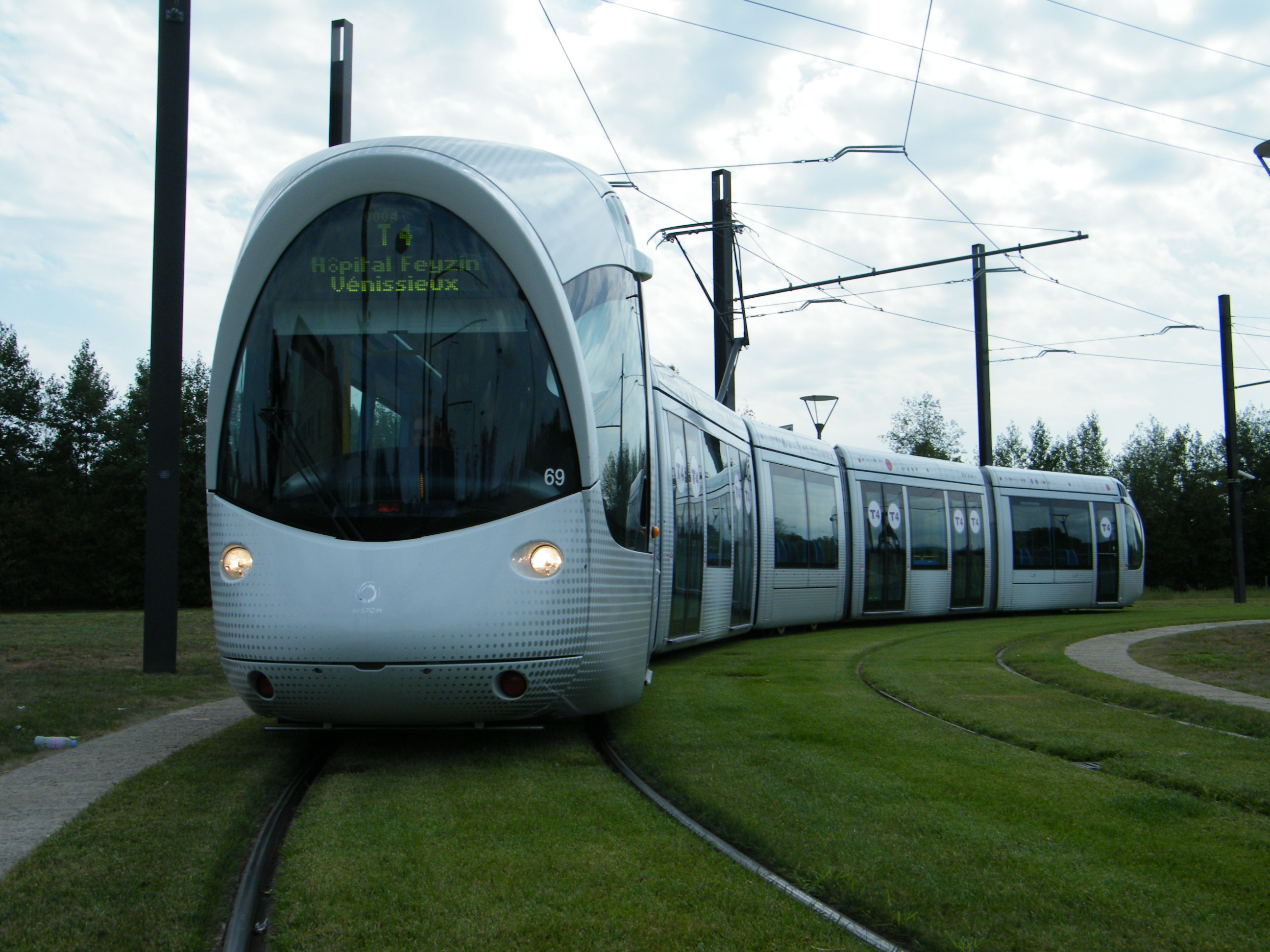
Rame au tiroir de retournement, au terminus Hôpital Feyzin-Vénissieux

À l'origine du projet, il était prévu de créer un dépôt au terminus de Feyzin. C'est une autre solution qui a été choisie. Les rames de la ligne T4 sont garées au centre de maintenance de Meyzieu. À la mise en service de la ligne, les rames étaient remisées au centre de maintenance de la Porte des Alpes à Saint-Priest.

### Tarification et financement
La tarification est identique sur l'ensemble du réseau TCL, et est accessible avec l'ensemble des tickets et abonnements existants. Un ticket unité permet un trajet simple quelle que soit la distance, avec une ou plusieurs correspondances possibles avec les autres lignes de bus, tramway, funiculaire et de métro pendant une durée maximale de 1 h entre la première et dernière validation. Un ticket validé dans un tramway permet d'emprunter l'ensemble du réseau, quel que soit le mode de transport. Le trajet retour est autorisé avec le même ticket depuis le 1er janvier 2013 dans la limite d'une heure après sa première validation.
Le financement du fonctionnement des lignes (entretien, matériel et charges de personnel) est assuré par l'exploitant Keolis Lyon. Cependant, les tarifs des billets et abonnements dont le montant est limité par décision politique ne couvrent pas les frais réels de transport. Le manque à gagner est compensé par l'autorité organisatrice, le SYTRAL. Il définit les conditions générales d'exploitation ainsi que la durée et la fréquence des services.

### Trafic
Le Sytral annonce une fréquentation qui atteint 85 000 passagers par jour en 2016 dépassant largement les attentes de l'autorité organisatrice des transports en commun qui étaient d'une fréquentation de l'ordre de 60 000 voyageurs quand les deux phases seraient achevées. La ligne compte aujourd'hui 110 000 voyageurs quotidiens ce qui en fait la première ligne du réseau en termes de fréquentation, devant les lignes T2 et T1.

## Autour de la ligne T4

### Achat de nouvelles rames longues
Dans le cadre de son plan de mandat 2014-2020, le SYTRAL a commandé de nouvelles rames Citadis 402 d'Alstom longues de 43 mètres, les mêmes que sur la ligne T3, afin d'augmenter la capacité de la ligne T4 de 30%,. Elles sont déployées depuis septembre 2018 sur la ligne T4 après des travaux d'allongement des quais de quelques stations communes avec la ligne T1.